# La signora delle camelie (film 1915 Baldassarre Negroni)
La signora delle camelie è un film del 1915 diretto da Baldassarre Negroni, e interpretato da Hesperia.
Il film venne realizzato in gran segreto durante la contemporanea lavorazione di Rugiada di sangue (diretto sempre da Baldassarre Negroni e con gli stessi attori) per battere in uscita l'analogo film con Francesca Bertini. L'uscita del film provocò un processo tra le due case di produzione sul diritto d'autore (la causa fu la prima su tale argomento in cinematografo).
La prima visione romana si svolse il 12 agosto 1915.